# Sarbel a Bebaia
Sarbel a Bebaia (též uváděni jako Sarbelius a Barbea, †101) byli starověcí mučedníci.
Svatý mučedník Sarbel byl knězem a mučednice Bebaia byla jeho sestra. Žili v Edesse, v dnešním Turecku. Byli pokřtěni svatým Barsimeem. Poté trpěli pro Krista.
Jejich svátek je oslavován 29. ledna.